# Denis Jossenay
Denis Jossenay est un architecte français né à Saint-Germain-en-Laye le 31 mai 1685 et mort à Paris le 28 février 1748,.

## Biographie
Il a commencé sa carrière comme dessinateur dans l'atelier de Robert de Cotte.
En 1717, il est membre de l'Académie royale d'architecture.
Entre 1718 et 1727, il participe avec son collègue Pierre Vigné de Vigny (1690-1772) pour les Lamoignon à la construction du château de Malesherbes. Pierre de Vigny et Denis Jossenay, tous deux collaborateurs de Robert de Cotte, se partagent les clients dont leur patron ne pouvait s'occuper personnellement.
En 1723, il représente l'architecte de Cotte auprès des Jacobins qui souhaite construire placée une stalle historiée autour du chœur de leur noviciat du faubourg Saint-Germain à Paris, aujourd'hui église Saint-Thomas-d'Aquin. Les sculptures sur bois représentent des scènes de l'Ancien et Nouveau testament. L'ouvrage a été sculpté par François Roumier. Cette œuvre a été dispersée après la Révolution, et se trouve aujourd'hui en majeure partie dans l'église de Thieux, en Seine et Marne (panneaux "entrée de Jésus à Jérusalem", "la visitation", "tête de Moïse" ainsi que six stalles), dans l'église de Sceaux (panneau "le Christ et les évangélistes") et dans l'église Saint-Pierre-Saint-Paul d'Ivry-sur-Seine (trois stalles).
Entre 1724 et 1726, il est un des collaborateurs de Robert de Cotte au palais épiscopal de Verdun.
En 1729, Jossenay est appelé pour faire les plans des bâtiments de l'Hôtel-Dieu-le-Comte à Troyes. Son projet ne convient pas parce que jugé trop proche du ru Cordé.
En 1732, sous les ordres de Robert de Cotte, il transforme le château de Villeroy, à Mennecy, qui a appartenu à Louis François Anne de Neufville de Villeroy.
Il succède à sa mort à Jean Courtonne comme professeur royal à l'Académie royale d'Architecture en 1739. Il a eu comme élèves Julien-David Le Roy et Marie-Joseph Peyre.
Il construisit sa propre maison à Saint-Germain en Laye (aujourd'hui 31 rue de Lorraine), constituée notamment d'un grand corps de logis de trois étages. Lors de l'acquisition, il y est qualifié de "dessinateur du roy". Ses enfants sont qualifiés lors de la vente de maisons voisines de "représentants Jossenay architecte".